# Rangaswamy Srinivasan
Rangaswamy Srinivasan (Tamil ரங்கசாமி சீனிவாசன்; * 28. Februar 1929 in Madras) ist ein indisch-US-amerikanischer Physiker, Erfinder und Unternehmer.
Srinivasan studierte an der University of Madras Chemie (B.Sc. in Chemie, M.Sc. in Physikalischer Chemie). 1953 kam er als Graduate Student in die USA und erwarb seinen Ph.D. an der University of Southern California mit einer Dissertation über Proteinchemie bei Sidney Benson. Als Postdoktorand arbeitete dann 1956 am California Institute of Technology und 1957–61 an der University of Rochester. 1961–1990 leitete er eine Gruppe am IBM Thomas J. Watson Research Center in Yorktown Heights, NY. Seit 1990 leitet er das von ihm gegründete Unternehmen UVTech Associates, das Beratung zu Lasern und Laseranwendungen anbietet.
Als Anfang der 1980er Jahre Laser im Ultraviolettbereich kommerziell erhältlich wurden, entdeckte er 1981 zusammen mit Samuel E. Blum und James J. Wynne, dass ein UV-Excimerlaser verwendet werden kann, um Gewebe ohne thermische Schädigung des umgebenden Gewebes präzise wegzuätzen. Er nannte das Verfahren Ablative Photozersetzung (Ablative Photodecomposition, APD). Ab 1983 arbeitete er zusammen mit dem Augenarzt Stephen Trokel vom Columbia Presbyterian Medical Center daran, die ADP zur Operation der Hornhaut einzusetzen, was zur LASIK führte. Nach Ende der Zusammenarbeit meldete Trokel ohne Srinivasans Wissen ein Patent auf die gemeinsame Entdeckung an, das deswegen später für ungültig erklärt wurde. Srinivasan hält insgesamt 21 US-Patente.
Srinivasan wurde für seine Arbeit vielfach ausgezeichnet. 1997 erhielt er den ACS Award for Creative Invention, 1998 den Max Delbruck Prize und 2004 den R. W. Wood Prize (mit Wynne, Blum). 2002 wurde er (als erster Wissenschaftler indischer Herkunft) in die National Inventors’ Hall of Fame eingeführt. Ihm und seiner Arbeitsgruppe wurde die National Medal of Technology für 2011 zugesprochen. 2013 erhielt er den Russ Prize der National Academy of Engineering.